# 千葉県立浦安高等学校
千葉県立浦安高等学校（ちばけんりつ うらやすこうとうがっこう）は、千葉県浦安市海楽二丁目に所在する県立高等学校。

## 設置学科
- 普通科

## 概要
浦安市の第1期海面埋立事業で造成した土地に、浦安市で最初に創立（1973年、当時は浦安町）された高等学校である。2004年度より、自己啓発指導重点校に指定され、基礎学力に重点を置いた授業が、少人数授業やティームティーチングで実施されている。また、自ら学ぶ意欲を喚起するシステムの構築なども行われている。このような取り組みが学力定着に結びつき、進路決定率は90%を超える結果になって現れている。卒業生の進路は、大学35%、専門学校30%、就職35%の割合。部活動でも県大会・関東大会で好成績を収める部が増えてきた。
近年、入学試験倍率は県平均を上回っている（2009年の特色化は2.80倍、全日制普通科18番目）。これを反映して、2010年度入試より1学級増の5学級募集となった。現在は6学級240名定員となっている。
広い校庭には「野球場」「サッカーコート」があり、テニスコートも5面有している。また、武道場や弓道場、陶芸室、体育館及び第二体育館などの施設がある。

## 校則
校則の指導は厳格に行われ、頭髪指導検査では、髪色、耳にピアスをしていないか、ブレザー、ワイシャツ、ネクタイ、ベルト、男子はズボンの丈を切っていないか、女子はスカートを折っていないかなどの身だしなみを検査する。

## 沿革
- 1972年12月23日 - 設置認可。
- 1973年4月1日 - 千葉県立浦安高等学校として開校（新入生6学級270名）。 
  - 4月7日 - 開校式・第1回入学式を浦安市立浦安中学校に於いて挙行。仮設校舎に於いて授業開始。
- 1974年3月19日 - 校歌発表会開催。
  - 5月30日 - 新校舎16教室竣工。
  - 6月24日 - 新校舎へ移転、以後この日を創立記念日に制定。
- 1976年3月10日 - 第1回卒業式挙行。 
  - 3月31日 - 管理棟・特別教室竣工。
  - 10月15日 - プール竣工。
- 1977年3月31日 - 東側渡り廊下・普通教室6・工芸室竣工。
- 1979年3月31日 - 武道館・弓道場竣工。
- 1980年3月31日 - 仮設校舎改修、創立記念館とする。
- 1982年11月9日 - 茶華道室兼同窓会館竣工。
- 1993年4月1日 - 制服改定。
  - 4月24日 - 第二体育館竣工。
- 2003年4月1日 - 制服改定。
- 2004年 - 自己啓発指導重点校に指定される。

## 部活動
| - 陸上競技部 - 野球部 - サッカー部 - 硬式テニス部 - バレー部 - バスケット部 - バドミントン部 - 卓球部 - 柔道部 - 剣道部 - 弓道部 | - 吹奏楽部 - 書道部 - 茶道部 - 華道部 - 科学部 - 演劇部 - 漫画部 - 美術部 - 社会部 |

## 著名な卒業生
- 小川史（元西武ライオンズ、福岡ダイエーホークス選手）
- 服部裕昭（元阪神タイガース選手）
- 浜岡賢次（漫画家）
- KOUSAKU（DJ・bayFMなどで活動）
- ニシタツ(市民活動家)

## アクセス
- JR京葉線新浦安駅より徒歩23分
- 東京メトロ東西線浦安駅より徒歩25分